# Gonomyia kamballa
Gonomyia kamballa là một loài ruồi trong họ Limoniidae. Chúng phân bố ở miền Australasia.